# Discografia de Kelly Key
A discografia de Kelly Key, uma cantora e compositora brasileira, consiste em 8 álbuns de estúdio, 1 álbum ao vivo, 2 álbuns de vídeo, 1 álbum de remixes, 5 coletâneas, 1 extended play, 29 singles (incluindo 2 como artista convidada) e 7 singles promocionais lançados desde o início de sua carreira. Em 2001 assinou com a Warner Music Brasil e lançou seu primeiro single, "Escondido", mas foi mesmo com "Baba" que ganhou o sucesso em todo o Brasil, tornando-se sua canção de maior sucesso. Em 22 de dezembro lança seu primeiro álbum, o homônimo Kelly Key, vendendo 500 mil cópias e conquistando disco de platina no Brasil e disco de platina em Portugal. Em 2002 atinge o primeiro lugar nas rádios com as canções "Anjo" e "Cachorrinho". Uma versão em espanhol foi lançada nos países da América Latina, o Kelly Key En Español. No mesmo ano ainda sua primeira coletânea remixada é lançada para suprir a demanda das casas noturnas, o Remix Hits. Em 2003 lança o disco Do Meu Jeito, com o qual vende 300 mil cópias. e extrai os singles "Adoleta", "Chic, Chic" e "A Loirinha, o Playboy e o Negão", eleita uma das melhores canções pop brasileira. Em 2004 chega as lojas seu primeiro álbum ao vivo e DVD, Ao Vivo.
Em 2005 renova seus produtores e lança o segundo álbum homônimo, deixando de lado as canções dance pop e o visual dominadora para adotar uma sonoridade teen pop e aspectos juvenis. O álbum trouxe os sucessos "Escuta Aqui Rapaz", "Papinho" e uma versão da canção dinamarquesa "Barbie Girl". vendendo cerca de 100 mil cópias. Em 2006 lança seu quarto álbum de estúdio, Por Que Não?, que trouxe de volta canções com sensualidade, vendendo 50 mil cópias. O álbum lançou para as rádios "Pegue e Puxe", "Shake Boom" e "Analista". Em 2007 deixa a Warner Music e assina com a Som Livre para liberar sua primeira coletânea, 100%, onde estourou nas rádios com a faixa "Você é o Cara". O disco também extraiu a canção "Super Poderosa e vendeu 100 mil cópias. Em 2008 chega às lojas seu sexto álbum de estúdio, o terceiro homônimo Kelly Key que vendeu 40 mil cópias.
Em 2012 lança a canção "Shaking (Party People)", sua primeira canção em inglês e focada no público LGBT, alcançando a posição noventa e oito na Billboard Brasil. Em 2013 é contratada pela Sony Music e, em 2014, começa a preparar seu sexto álbum de estúdio, intitulado No Controle. Kelly Key vendeu mais de 2 milhões de discos em toda carreira.

## Álbuns

### Álbuns de estúdio
| Álbum          | Detalhes | Vendas                 | Certificações                 |
| -------------- | --- | ---------------------- | ----------------------------- |
| Kelly Key      | - Lançamento: 17 de agosto de 2001 - Formatos: CD, download digital, streaming - Gravadora: Warner Music Brasil | - : 500.000 - : 20.000 | - PMB: Platina - AFP: Platina |
| En Español     | - Lançamento: 14 de maio de 2002 - Formatos: CD, download digital, streaming - Gravadora: Warner Music Brasil   | - : 200.000            |                               |
| Do Meu Jeito   | - Lançamento: 10 de abril de 2003 - Formatos: CD, download digital, streaming - Gravadora: Warner Music Brasil  | - : 300.000            |                               |
| Kelly Key      | - Lançamento: 23 de maio de 2005 - Formatos: CD, download digital - Gravadora: Warner Music Brasil              | - : 50.000             | - PMB: Ouro                   |
| Por que Não?   | - Lançamento: 20 de junho de 2006 - Formatos: CD, download digital, streaming - Gravadora: Warner Music Brasil  | - : 50.000             |                               |
| Pra Brilhar    | - Lançamento: 10 de dezembro de 2008 - Formatos: CD, download digital, streaming - Gravadora: Som Livre         | - : 40.000             |                               |
| No Controle    | - Lançamento: 3 de fevereiro de 2015 - Formatos: CD, download digital, streaming - Gravadora: Deckdisc          | - : 35.000             |                               |
| Do Jeito Delas | - Lançamento: 10 de julho de 2020 - Formatos: CD, download digital, streaming - Gravadora: Warner Music Brasil  |                        |                               |

### Álbuns ao vivo
| Álbum   | Detalhes | Vendas      |
| ------- | --- | ----------- |
| Ao Vivo | - Lançamento: 20 de janeiro de 2004 - Formatos: CD, download digital, streaming - Gravadora: Warner Music Brasil | - : 103.000 |

### Álbuns de vídeo
| Álbum      | Detalhes                                                                                  | Vendas     | Certificações |
| ---------- | ----------------------------------------------------------------------------------------- | ---------- | ------------- |
| Ao Vivo    | - Lançamento: 20 de janeiro de 2004 - Formatos: DVD, VHS - Gravadora: Warner Music Brasil | - : 31.000 | - PMB: Ouro   |
| Toda Linda | - Lançamento: 10 de julho de 2006 - Formatos: DVD - Gravadora: Warner Music Brasil        | - : 14.000 |               |

### Coletâneas
| Álbum          | Detalhes | Vendas      | Certificações |
| -------------- | --- | ----------- | ------------- |
| Remix Hits     | - Lançamento: 4 de novembro de 2002 - Formatos: CD, download digital, streaming - Gravadora: Warner Music Brasil | - : 100.000 | - PMB: Ouro   |
| Warner 30 Anos | - Lançamento: 20 de março de 2006 - Formatos: CD - Gravadora: Warner Music Brasil                                | - : 10.000  |               |
| Nova Série     | - Lançamento: 2 de julho de 2007 - Formatos: CD - Gravadora: Warner Music Brasil                                 |             |               |
| 100%           | - Lançamento: 10 de dezembro de 2007 - Formatos: CD - Gravadora: Som Livre                                       | - : 100.000 |               |
| Festa Kids     | - Lançamento: 1 de outubro de 2012 - Formatos: CD, download digital, streaming - Gravadora: Sony Music Brasil    | - : 10.000  |               |
| iCollection    | - Lançamento: 1 de setembro de 2017 - Formato: Download digital, streaming - Gravadora: Warner Music Brasil      |             |               |

## Extended plays(EPs)
| Álbum          | Detalhes |
| -------------- | --- |
| Do Jeito Delas | - Lançamento: 8 de novembro de 2019 - Formatos: Download digital, streaming - Gravadora: Warner Music Brasil |

## Singles

### Como artista principal
| Título                                                                                   | Ano  | Melhores posições | Melhores posições | Álbum                         |
| Título                                                                                   | Ano  | BRA               | CHI               | Álbum                         |
| ---------------------------------------------------------------------------------------- | ---- | ----------------- | ----------------- | ----------------------------- |
| "Escondido"                                                                              | 2001 | [ nota 1 ]        | —                 | Kelly Key                     |
| "Baba"                                                                                   | 2001 | [ nota 1 ]        | 7                 | Kelly Key                     |
| "Anjo"                                                                                   | 2002 | [ nota 1 ]        | 4                 | Kelly Key                     |
| "Cachorrinho"                                                                            | 2002 | [ nota 1 ]        | 11                | Kelly Key                     |
| "Só Quero Ficar"                                                                         | 2002 | [ nota 1 ]        | —                 | Kelly Key                     |
| "Adoleta"                                                                                | 2003 | [ nota 1 ]        | —                 | Do Meu Jeito                  |
| "Chic, Chic"                                                                             | 2003 | [ nota 1 ]        | —                 | Do Meu Jeito                  |
| "A Loirinha, o Playboy e o Negão"                                                        | 2003 | [ nota 1 ]        | —                 | Do Meu Jeito                  |
| "Por Causa de Você"                                                                      | 2004 | [ nota 1 ]        | —                 | Ao Vivo                       |
| "Escuta Aqui Rapaz"                                                                      | 2005 | [ nota 1 ]        | —                 | Kelly Key                     |
| "Sou a Barbie Girl"                                                                      | 2005 | [ nota 1 ]        | —                 | Kelly Key                     |
| "Papinho"                                                                                | 2005 | [ nota 1 ]        | —                 | Kelly Key                     |
| "Pegue e Puxe"                                                                           | 2006 | [ nota 1 ]        | —                 | Por que Não?                  |
| "Shake Boom"                                                                             | 2006 | [ nota 1 ]        | —                 | Por que Não?                  |
| "Me Pega de Jeito"                                                                       | 2007 | [ nota 1 ]        | —                 | Por que Não?                  |
| "Analista"                                                                               | 2007 | [ nota 1 ]        | —                 | Por que Não?                  |
| "Você É o Cara"                                                                          | 2007 | [ nota 1 ]        | —                 | 100%                          |
| "Super Poderosa" (solo ou funk mix part. Dennis)                                         | 2008 | [ nota 1 ]        | —                 | 100%                          |
| "Tô Fora"                                                                                | 2008 | [ nota 1 ]        | —                 | Pra Brilhar                   |
| "O Tempo Vai Passar"                                                                     | 2008 | [ nota 1 ]        | —                 | Pra Brilhar                   |
| "Indecisão (Mr. Jam Remix)" (part. Mister Jam)                                           | 2009 | 92                | —                 | Pra Brilhar                   |
| "O Problema É Meu" (part. Mister Jam)                                                    | 2011 | —                 | —                 | Não adicionado à nenhum álbum |
| "Shaking (Party People)"                                                                 | 2011 | —                 | —                 | No Controle                   |
| "Controle (Comando)"                                                                     | 2014 | 79                | —                 | No Controle                   |
| "Aumenta o Som"                                                                          | 2019 | —                 | —                 | Do Jeito Delas                |
| "Montanha Russa"                                                                         | 2020 | —                 | —                 | Do Jeito Delas                |
| "Cachorro Infiel (Cachorrinho)" (com Davi Kneip e DJ 2F)                                 | 2024 | —                 | —                 | Não adicionado à nenhum álbum |
| "—" denota singles que não entraram nas paradas musicais ou não foram lançados no local. |      |                   |                   |                               |

### Como artista convidada
| Título                                           | Ano  | Álbum                         |
| ------------------------------------------------ | ---- | ----------------------------- |
| "Tan Feliz" (Pee Wee part. Kelly Key)            | 2011 | Déjate Querer                 |
| "Estragar Tudo" (Remix) (Zona 5 part. Kelly Key) | 2016 | Não adicionado à nenhum álbum |

### Singlespromocionais
| Título                                               | Ano  | Álbum                         |
| ---------------------------------------------------- | ---- | ----------------------------- |
| "Baba"                                               | 2002 | En Español                    |
| "Cachorrito"                                         | 2002 | En Español                    |
| "Ciúme" (part. Daddy Kall)                           | 2004 | Do Meu Jeito                  |
| "K Diferente"                                        | 2010 | Não adicionado à nenhum álbum |
| "Turn Around" (solo ou part. Mr. Catra)              | 2015 | No Controle                   |
| "Let It Glow"                                        | 2015 | No Controle                   |
| "Sou a Barbie Girl" (Remix 2023) (com Kelner e Gudi) | 2023 | Não adicionado à nenhum álbum |

## Outras aparições
| Canção                           | Ano  | Álbum                                      |
| -------------------------------- | ---- | ------------------------------------------ |
| "Doce Mel (Bom Estar com Você)"  | 2002 | Superfantástico (Quando Eu Era Pequeno...) |
| "I Deserve It"                   | 2002 | Casa dos Artistas                          |
| "Ele Está de Olho em Mim (Mama)" | 2003 | Jovens Tardes                              |
| "É Nóis Aê"                      | 2003 | Criança Esperança 2003                     |
| "O Velhinho"                     | 2003 | Siga Aquela Estrela                        |
| "Vem na Minha"                   | 2009 | Caras & Bocas                              |

## Videoclipes

### Como artista principal
| Canção                                                   | Ano  | Diretor                                          |
| -------------------------------------------------------- | ---- | ------------------------------------------------ |
| "Baba"                                                   | 2001 | João Elias Junior                                |
| "Anjo"                                                   | 2002 | Karina Ades                                      |
| "Cachorrinho"                                            | 2002 | Karina Ades                                      |
| "Adoleta"                                                | 2003 | Karina Ades                                      |
| "Chic, Chic" (Ao Vivo)                                   | 2003 | Karina Ades                                      |
| "Por Causa de Você" (Ao Vivo)                            | 2004 | Karina Ades                                      |
| "Escuta Aqui Rapaz"                                      | 2005 | Sérgio Mastrocola e Mauricio Eça                 |
| "Sou a Barbie Girl"                                      | 2005 | Ricardo Vereza, Bidu Madio, Rentz e Mauricio Eça |
| "Pegue e Puxe"                                           | 2006 | Bruno Murtinho e Alex Wesley                     |
| "Shake Boom"                                             | 2007 | Bruno Murtinho e Alex Wesley                     |
| "Me Pega de Jeito"                                       | 2007 | Bruno Murtinho e Alex Wesley                     |
| "Analista"                                               | 2007 | Bruno Murtinho e Alex Wesley                     |
| "Você é o Cara"                                          | 2007 | Jorge Massarala                                  |
| "O Tempo Vai Passar"                                     | 2008 | Jorge Massarala                                  |
| "Shaking (Party People)"                                 | 2012 | Daniel Lima                                      |
| "Controle (Comando)"                                     | 2014 | Jonatas Goulart                                  |
| "Let It Glow"                                            | 2015 | Jonatas Goulart                                  |
| "Aumenta o Som"                                          | 2019 | João Monteiro                                    |
| "Montanha Russa"                                         | 2020 | Fernando Moraes                                  |
| "Cachorro Infiel (Cachorrinho)" (com Davi Kneip e DJ 2F) | 2024 | —                                                |

### Participações especiais
| Canção     | Ano  | Diretor      | Notas                            |
| ---------- | ---- | ------------ | -------------------------------- |
| "Thriller" | 2009 | Leandro Neri | Vídeo-tributo à Michael Jackson. |